# Ељхаида Дани
Ељхаида Дани (алб. Elhaida Dani; Скадар, 17. фебруар 1993) албанска је певачица, текстописац, композиторка и глумица. Представљала је Албанију на Песми Евровизије 2015. са песмом I'm Alive, након што је победила на 53. издању фестивала Festivali i Këngës.

## Биографија
Рођена је 17. фебруара 1993. године у албанској породице исламске вероисповести у Скадру. Почела је да пева са четири године, а затим је похађала часове клавира. Потом је студирала музикологију на Универзитету уметности у Тирани. Започела је своје почетне походе у музичку индустрију 2009. године када је освојила мноштво музичких фестивала, међу којима у Сунчане скале.